# Mario Gambetta
Mario Gambetta (Roma, 4 gennaio 1886 – Albissola Marina, 28 marzo 1968) è stato un pittore, incisore e ceramista italiano.
Si dedicò fin dalla prima giovinezza alle arti figurative che rappresentavano la sua principale attività; pittore colto e versatile attivo dal 1904 fu attratto dalla ricerca tecnica nel campo della ceramica dal 1920 e dopo il 1930 si dedicò all'attività incisoria. 

## Biografia
Di famiglia ligure, nacque il 4 gennaio 1886 a Roma dove trascorse l'infanzia e la prima giovinezza. Seguirono gli anni alla Facoltà di Giurisprudenza e la laurea più tardi a Torino. Giovanissimo, coltivò la pittura per naturale predisposizione e senza studi d'arte, orientandosi verso il  dettaglio curato di ritratti, paesaggi. Nel 1906 ritornò stabilmente a vivere con la famiglia in Liguria, ad Albissola Marina.  Negli anni ‘20, oltre alle sperimentazioni nel campo della ceramica, nella pittura emerse l'uso di un colore più nitido e una salda composizione dei volumi. Frequentò Orlando Grosso, Adriano Grande, Camillo Sbarbaro, e nel 1922 lo scultore Arturo Martini. 
Tra il 1927 e il 1933 rivolse brevi ammiccamenti alle atmosfere metafisiche, anche se non si legò ad alcuna corrente artistica, rivolgendosi poi al mondo del circo e del teatro. Predilisse il disegno a china, in cui la vena estrosa accompagna il naturale e il grottesco. Partecipò con la ceramica alle mostre di arte decorativa di Monza e di Milano fino al 1936. È invitato alla Biennale di Venezia dal 1930 al 1942; partecipa alle Quadriennale di Roma dal 1931 al 1956; all'Expo Universale di Bruxelles nel 1935; e la Mostra Internazionale di New York nel 1936. 
Dal 1935 si dedicò all'acquaforte (acquatinta, cera molle, incisione) e partecipò a numerose mostre in Italia e all'estero dedicate a quest'arte. Nel 1937 fu impegnato con il collega Eso Peluzzi nell'affresco della salone del Palazzo Comunale di Savona. Nel 1938 venne nominato Accademico di Merito dell'Accademia Ligustica di Belle Arti. 
Mario Gambetta condusse un'esistenza schiva e laboriosa ma coltivò amicizie con artisti dell'ambiente ligure quali Emanuele Rambaldi e Arturo Martini, e il poeta  Angelo Barile; e a livello nazionale il critico Leonardo Borgese, l'architetto Gio Ponti, il pittore Giuseppe Capogrossi, il giornalista Orio Vergani, e il critico Emilio Zanzi. Sporadiche furono le mostre personali nel corso della vita. 
La figlia Mimma Gambetta, nata nel 1919, rivelerà fin da giovanissima spiccate doti di disegnatrice. Nel 1971 uscì il volume monografico a lui dedicato, dal titolo Gambetta, a cura del critico, poeta e pittore Adriano Grande.

## Attività artistica
« Mario Gambetta in assoluto è la figura di maggiore spessore culturale e artistico nel panorama savonese di inizio 900. Come nessuno approfondisce e padroneggia le varie tecniche, dal disegno alla ceramica, dalla pittura all'incisione. La sua produzione si distingue per raffinatezza compositiva e compiutezza esecutiva, a cui si somma la visione dell'uomo di intelletto. » (Lorenzo Zunino, in AA.VV, Eso Peluzzi e il suo tempo, Lizea Arte Ed., Acqui Terme (AL), 2013; p.19)

### Pittura
La pittura di Mario Gambetta si rivolse al mondo reale, ritratti, paesaggi, nature morte; egli riservò alla figura la rappresentazione del suo gusto personale nelle realtà insolite e di fantasia che svolse in modo eclettico e costituivano il suo "vero inventato". La sua tecnica pittorica rivolta inizialmente a un realismo puntuale, adottò l'uso di un colore dinamico e una salda costruzione dello spazio. Tra i suoi quadri più noti: 
- Manon Lescaut, olio su tela, 1927. Presentato alla XVII Biennale di Venezia, 1930.[4]
- Ritratto del Poeta Sbarbaro, olio su tela, 1935. Presentato alla Mostra dei Pittori e Scultori savonesi, Savona, 1962.[6]
- I Critici, olio su tela, 1940.[7]

- Santa Maria Giuseppa Rossello che invoca Protezione su Albissola, olio su tela posto per molti anni sopra l'Altare della Cappella dell'Annunciazione nella Parrocchia della Madonna della Concordia di Albissola Marina e spostato negli anni '90 nell'adiacente Oratorio di San Giuseppe. 1961.[8]

### Disegni
Mario Gambetta disegnò fin da giovanissimo con la matita, il lapis Conté, la sanguigna, e il carboncino. Alcuni disegni troveranno espressione finale nella pittura e nell'incisione. Tra i suoi disegni più riusciti:
- Cavallerizza e clown, Lapis Conté su carta, 1934. Presentato alla XX Biennale di Venezia.[9]
- Conflitto ideologico, matita su carta, 1939.[9]

### Opere in luoghi pubblici
- Palazzo delle Poste di Savona – Altorilievi in ceramica, 1933. L'artista decora l'atrio e il salone con maioliche in chiave allegorica.
- Palazzo Comunale di Savona – Storia di Savona, ciclo di affreschi, 1932. L'artista fu autore della concezione architettonica, decorativa e ricerca storica.[10] L'esecuzione del ciclo di affreschi fu affidata a Mario Gambetta ed Eso Peluzzi.[11]
- Passeggiata degli Artisti di Albissola Marina – Mitico Mondo Marino, mosaico, 1963. Nei primi anni '60 lo scultore Aligi Sassu, promotore dell'iniziativa insieme all'Amministrazione cittadina, invitò gli artisti, pittori e scultori dediti all'arte ceramica, a realizzare i bozzetti che saranno poi tradotti in mosaico con tessere di vetro per pavimentare il lungomare. Nel 1963 si inaugura "la Passeggiata degli Artisti", una antologia dell'arte contemporanea unica al mondo nel suo genere.[12] I venti partecipanti erano esponenti di correnti artistiche che vanno dallo spazialismo all'astratto, dal figurativo al gruppo Cobra, dal cubismo all'informale.[13]

### Chine
L'artista ebbe una predilezione vivissima per questa tecnica, attraverso la quale espresse il suo temperamento e il suo gusto personale, aprendo gli occhi sulla dimensione dell'immaginario, nei suoi vari aspetti e i più suggestivi. Tra le chine più interessanti:
- I preferiti, china su carta, 1929.[14]
- La tatuata, china su carta, 1946.[15]
- Rodeo di amazzoni, china su carta, 1954. Presentato alla VII Quadriennale di Roma, 1955.[16]

### Incisioni
L'artista eseguì circa 60 lastre dal 1935 al 1960. Oltre a usare l'incisione e l'acquaforte, predilisse l'acquaforte acquatinta, una tecnica settecentesca, impegnativa dal punto di vista tecnico e poco usata in epoca moderna in Italia. Si dedicò anche all'acquaforte cera molle che produce l'effetto di un disegno eseguito a carboncino. Nel dopo-guerra partecipò a numerose esposizioni nazionali dedicate all'incisione. Nel 1953 venne a contatto con Gabriel Mandel, eclettico intellettuale, incisore egli stesso, con il quale partecipò alla  mostra XVII Peintres Graveurs tenutasi alla Galleria d'Arte Moderna di Parigi nel 1953 e al Salon d'Hiver XLVI 1954. Tra le sue incisioni più riuscite:
- La danza con l'ideale, acquaforte a cera molle, 1952.[17]
- Iliade, incisioni su gomma tipografica, 1957.[18]

### Ceramiche

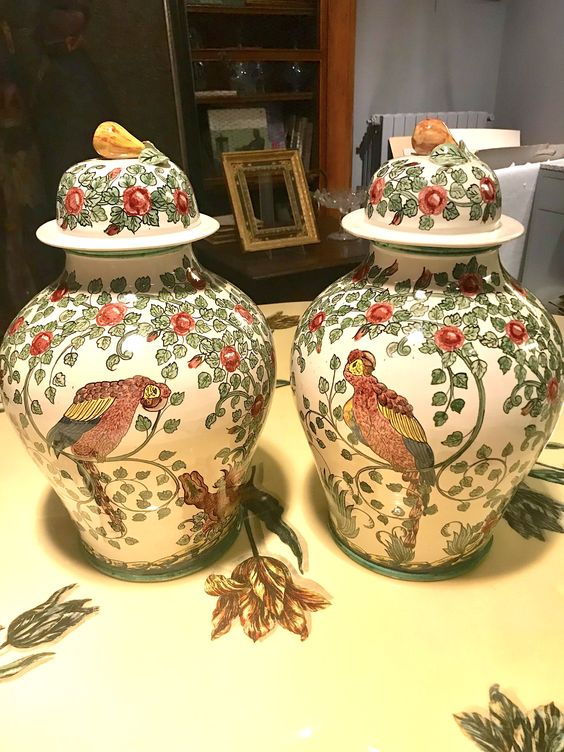
Mario Gambetta e Giuseppe Mazzotti, Coppia di potiche in stile mezzaro, Fornace Alba Docilia, Albisola (1925)

Negli primi anni '20, Mario Gambetta, come direttore artistico della manifattura Alba Docilia di Albissola Marina, si fece promotore nella divulgazione di modelli dell'antica tradizione con lo scopo di migliorare la produzione albisolese. Nel 1923 avviò una propria attività. Furono anni di sperimentazione e di messa a punto di vernici e smalti (craquelé, smalti a riflessi metallici e il turchino egizio) con l'intento di usare la ceramica per creare opere d'arte. 
- Cristo risorto, piatto in terracotta maiolicata, 1924. Esposto nelle Civiche Raccolte Ceramiche del Palazzo Tursi, Genova. Presentato all'Esposizione Universale di Parigi nel 1925.[20]
- Vaso Amore, terracotta smaltata di turchino, 1930. Esposto alla Raccolta d'Arte Applicata, Castello Sforzesco Milano. Presentato alla IV Biennale di Monza 1930.[21]
- Eva, terracotta smaltata turchino, 1930.[22]
- Omaggio a De Chirico, terracotta. Esposta alla V Triennale di Milano 1933.[23]
- Coppia di piatti in ceramica della manifattura Alba Docilia, decoro in stile mezzaro. Esposti nella sezione ligure (sala 98) al secondo piano nobile della Villa Reale, Monza, II Mostra internazionale delle arti decorative e industriali, 1925.